# Geōrgios Saïtiōtīs
Geōrgios Saïtiōtīs (in greco: Γεώργιος Σαϊτιώτης; 12 maggio 1983) è un ex calciatore greco, di ruolo attaccante.

## Carriera

### Club
Saïtiōtīs debutta nel per una stagione e totalizzando 30 presenze e segnando 7 reti
Nella stagione successiva passa al Kassandra totalizzando 23 presenze e segnando 3 reti
Nell'estate 2002 passa allo Skoda Xanthi, l'ex-squadra di una vecchia conoscenza del calcio italiano Zīsīs Vryzas e campione d'europa. Qui forse per la sua giovane età e essendo la Souper Ligka Ellada totalizzando solo 6 presenze e 0 reti.
Nella stessa stagione non trova spazio nello Skoda Xanthi e ritorna al Kassandra, nella Beta Ethniki totalizzando 15 presenze e segnando 4 goal.
Nella stagione 200372004 ritorna allo Skoda Xanthi, ma forse in vista degli Europei in Portogallo, c'è molta concorrenza e Saïtiōtīs totalizzando 4 presenze e segnando 0 reti.
Nell'estate 2004 passa all'Olympiakos Volou, che poi sarà allenata per un breve periodo da Giuseppe Materazzi. Qui gioca nella seconda divisione greca totalizzando 28 presenze e segnando 15 reti, traguardo finora mai raggiunto dal giocatore.
Nell'estate 2005 viene acquisto dal Niki Volou, sempre nella Beta Ethniki dove totalizzando 30 presenze e segnando 13 reti

#### PAS Giannina
Nell'estate 2006, Geōrgios Saïtiōtīs viene acquistato dal PAS Giannina nella Gamma Ethniki e riesce subito a totalizzare 31 presenze e 19 reti contribuendo alla promozione del PAS Giannina nell Beta Ethniki. La stagione successiva contribuisce a sfiorare la promozione nella Alpha Ethniki e con i suoi goal riesce a portare la sua nuova squadra alla semifinale della Coppa di Grecia. Incredibile la doppietta contro l'Atromitos, la sua punizione a Salonicco contro l'Iraklis e contribuisce alla eliminazione dell'Olympiakos Pireo detentore delle due passate edizioni. Nella stagione 2008/2009 totalizza 33 presenze e 20 goal contribuendo alla promozione del PAS Giannina alla Super League greca. Il 3 ottobre 2009 Saiotis segna una doppietta contro il Kavala, squadra dove milita Fanīs Katergiannakīs permettendo al PAS Giannina di imporsi per 2-1 e conquistare tre punti preziosi. Il 6 dicembre 2009 Geōrgios Saïtiōtīs, Nella partita contro l'Iraklis Super League greca segna due goal raggiungendo le 54 reti con la maglia del PAS Giannina diventando il 4 capocannoniere della storia del club, alle spalle dei famosi Alfredo Glasman, Edouardo Rigani, Oscar Alvarez, che fecero la storia del club dell'Ajax dell'Epiro.
Il 2 febbraio 2010 con il PAS Giannina allenato da una vecchia conoscenza del campionato italiano Níkos Anastópoulos accede per la seconda volta alla semifinale di Coppa di Grecia. Il PAS Giannina infligge un 4-0 al PAOK FC degli italiani Bruno Cirillo e Mirko Savini e di altre due conoscenze italiane Zizis Vryzas e Theodōros Zagorakīs.